# Hummel (značka)
Hummel International je dánská značka sportovního oblečení. Společnost byla založena roku 1923 rodinou Messmerů v Hamburku v Německu. Vyrábí zejména oblečení pro fotbal a házenou, dále také na basketbal, ragby, florbal, australský fotbal, shinty (skotská verze pozemního hokeje), volejbal nebo národní házenou. Dalším produktem je fotbalová a házenkářská obuv.
V 80. letech oblékali dresy značky Hummel fotbalisté Realu Madrid, v 90. letech reprezentanti Dánska. V současnosti je nosí dánská reprezentace, která s k nim vrátila a dále například fotbalisté ADO den Haag a reprezentanti Arménie. Z házenkářských týmů oblékají hummel reprezentanti Česka, Polska, Srbska; ze zahraničních klubů například Rhein-Neckar Löwen nebo Chambery Savoie. Dresy Hummel oblékají také basketbalisté Brna v Mattoni NBL, házenkáři Baníku Karviná, HK ASA Město Lovosice a Plzně v ZUBR Extralize nebo hráči národní házené z Dobrušky a Brna a beachvolejbalistky z Jičína.
Kopačky Hummel obouvají hráči 1. české fotbalové ligy Petr Švancara, Jan Trousil a Tomáš Bureš. Ze známých házenkářů obouvají Hummel Oliver Roggisch, Daniel Narcisse, Mikkel Hansen a mnoho dalších
Hummel je v překladu z němčiny čmelák, proto je čmelák v logu této společnosti.